# 白井富次郎
白井 富次郎（しろい とみじろう、1912年4月18日 - 1993年5月1日）は、日本の経営者。静岡県湖西市出身。愛知製鋼の元社長。湖西市長も務めた。

## 経歴
1930年に静岡県立浜松商業学校を卒業し、1932年12月に豊田自動織機製作所に入社。
1949年11月に取締役に就任し、常務を経て、1963年2月に愛知製鋼専務に就任した。1969年12月に社長に就任し、1980年3月に会長を経て、1985年3月から相談役を務めた。1987年から1992年までに湖西市長も務めた。
1979年5月に藍綬褒章を受章し、1984年11月に勲三等瑞宝章を受章した。
1993年5月1日心不全のために死去。81歳没。